# Subaru Justy
Subaru Justy — марка автомобилей бренда Subaru. С 1984 по 1994 год выпускался субкомпактный хетчбэк, с 2007 по 2010 год выпускался субкомпактвэн на базе Daihatsu Boon, а с ноября 2016 года выпускается субкомпактвэн на базе Toyota Tank.

## Описание
Впервые Subaru Justy был представлен в 1984 году в Японии. Изначально автомобиль оснащался пятиступенчатой механической трансмиссией, а с февраля 1987 года автомобиль оснащался также бесступенчатой трансмиссией.
В 1987 году автомобили Subaru Justy начали продаваться в Европе и Америке, а в 1989 году Justy претерпели рестайлинг. В некоторых странах, например, в Швеции, Subaru Justy назывался Subaru Trendy. В разное время Subaru Justy оснащался 1,0-литровым двигателем (J10) или же 1,2-литровым двигателем (J12), который в Европе развивал мощность 59 кВт (80 л. с.) при 5200 об/мин.

На Тайване Subaru Justy продавался в кузове седан под названием Subaru Tutto с 1,2-литровым двигателем. Сборка организована компанией Ta Ching.

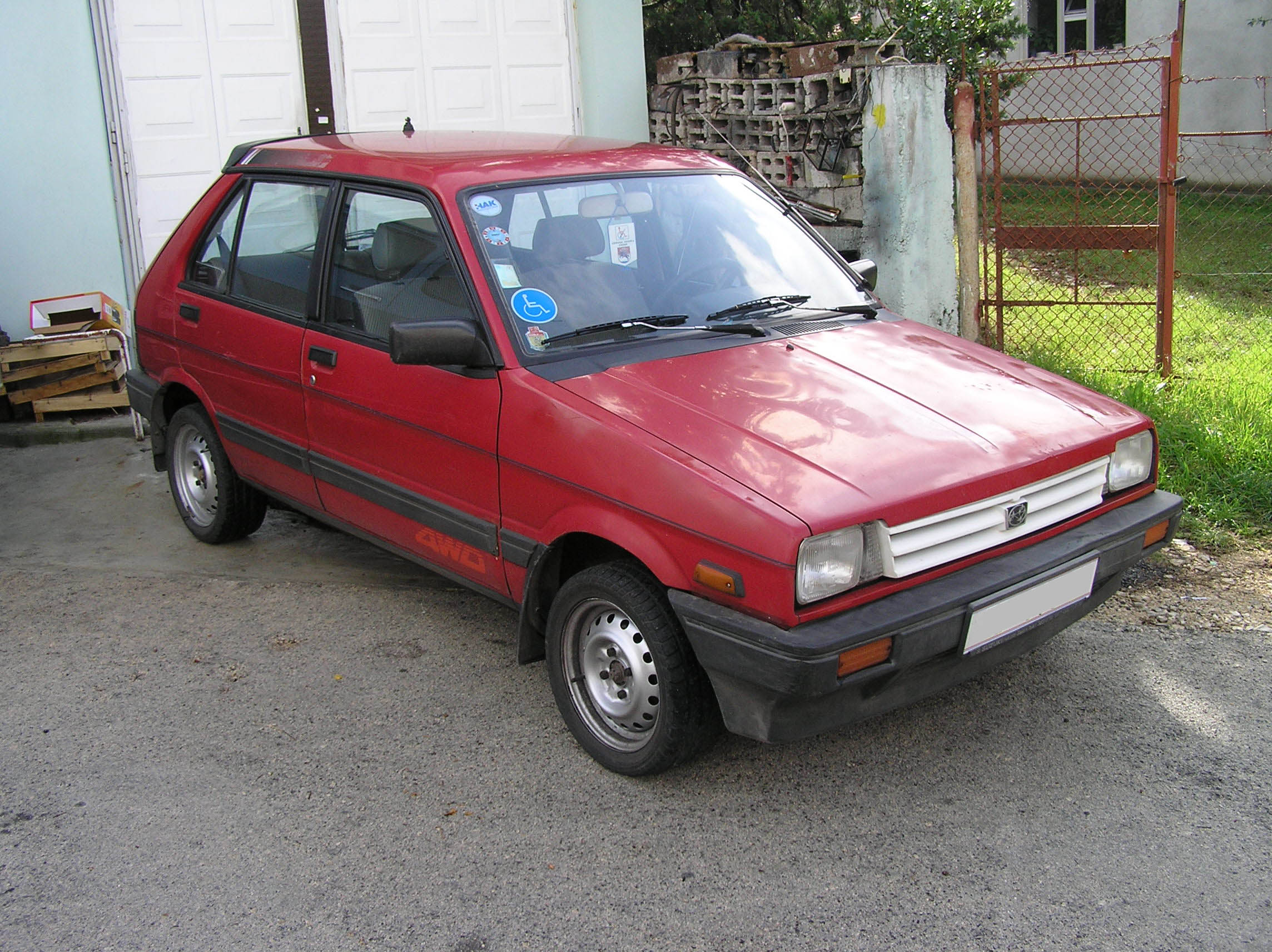
Subaru Justy до фейслифтинга
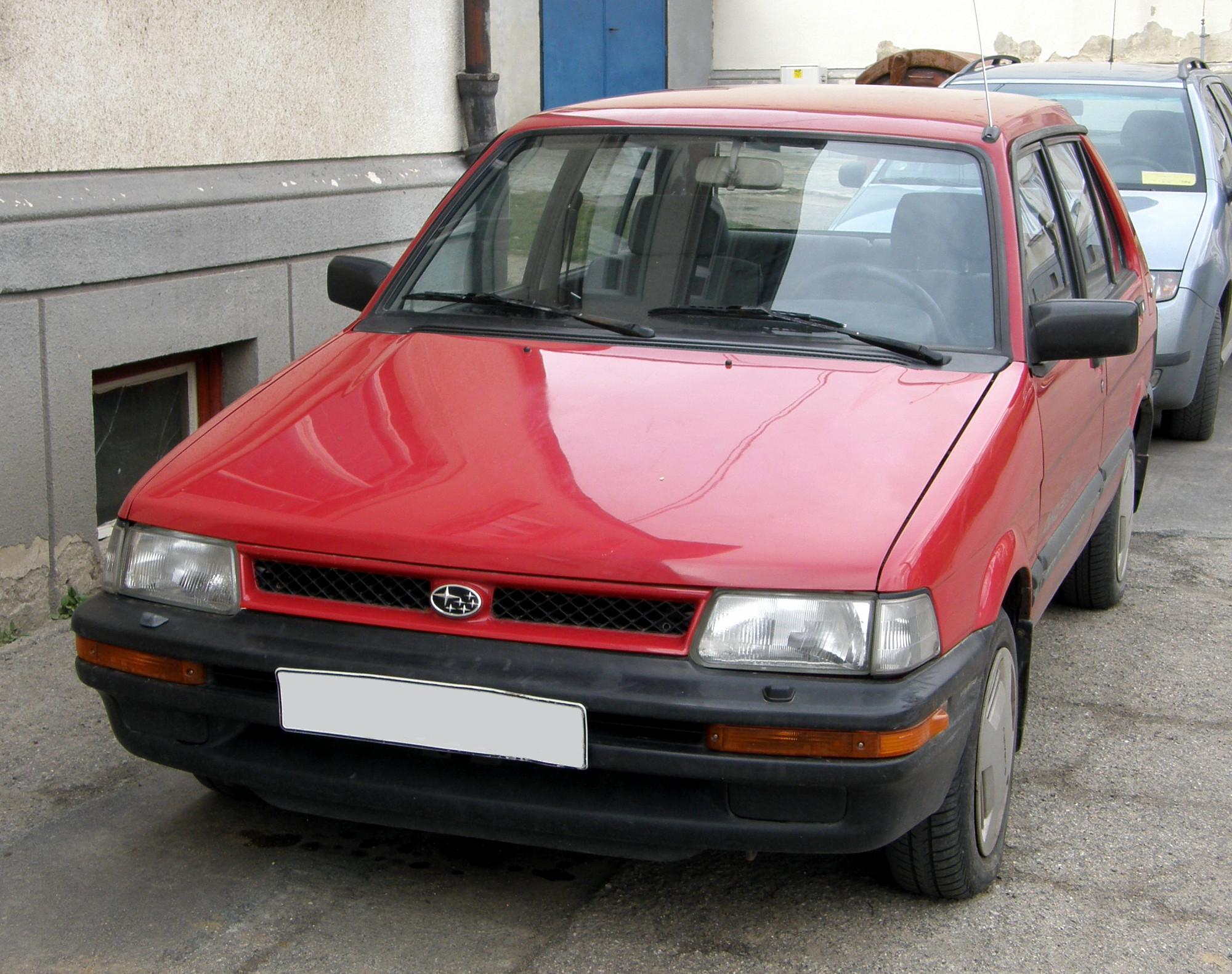
Subaru Justy после фейслифтинга

### США
В США Subaru Justy продавался с 1987 по 1994 год с двигателем объёмом 1,2 л. Изначально автомобили выпускались с низкой крышей, а с 1989 года — с высокой крышей. С 1988 года Subaru Justy опционально поставлялся с полноприводной компоновкой, а в конце 1991 года все модели были оснащены системой впрыска топлива с несколькими портами. В 1990 году переднеприводные модели с кузовом трёхдверный хетчбэк стали оснащаться автоматическими передними ремнями безопасности, а в полноприводных моделях сохранились механические передние ремни безопасности. Пятидверный хетчбэк продавался в США с 1990 по 1994 год с полным приводом. В Канаде Subaru Justy продавался в 1995 году.

### Норвегия
В Норвегии Subaru Justy (Trendy) продавался с конца 1984 года с двигателем объёмом 1,0 л и полным приводом (опционально). Полноприводные версии оснащались двигателем мощностью 40 кВт (54 л. с.), а переднеприводные — двигателем мощностью 36 кВт (48 л. с.) с одноствольным карбюратором. В полноприводной версии двигатель развивал максимальную скорость 145 км/ч и обеспечивал разгон до 100 км/ч за 16 секунд. Передаточные отношения были идентичны у двигателей объёмом 1,0 и 1,2 л. Автомобили с 1,0-литровым двигателем имели шины размером 145-SR-12, а автомобили с 1,2-литровым двигателем имели шины размером 165-65-R-13. Радиус поворота составлял 9,8 м, а объём топливного бака — 35 л.

### Тайвань
В Тайване Subaru Justy продавался с 1989 года под названием Subaru Tutto.

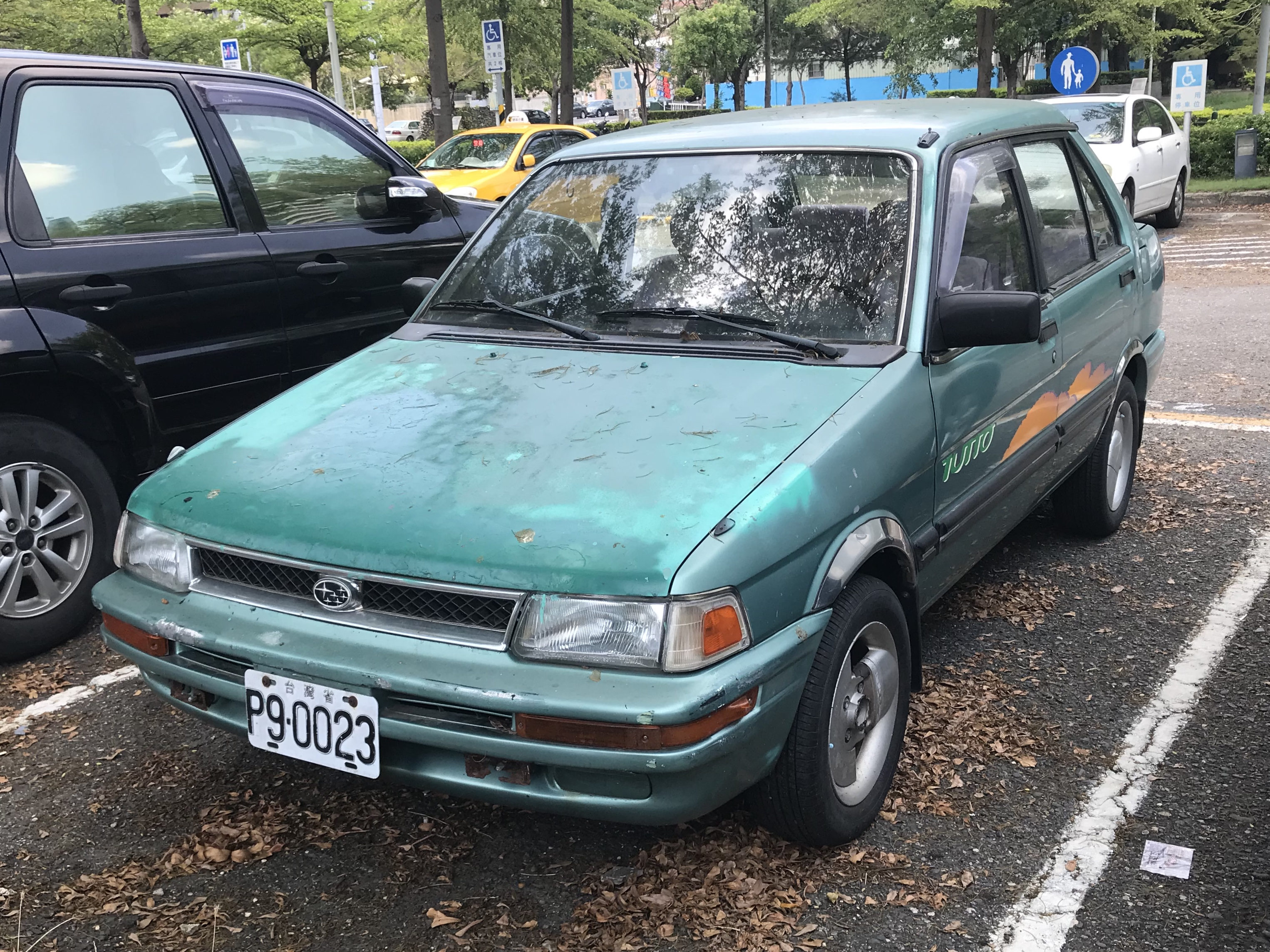
Вид спереди
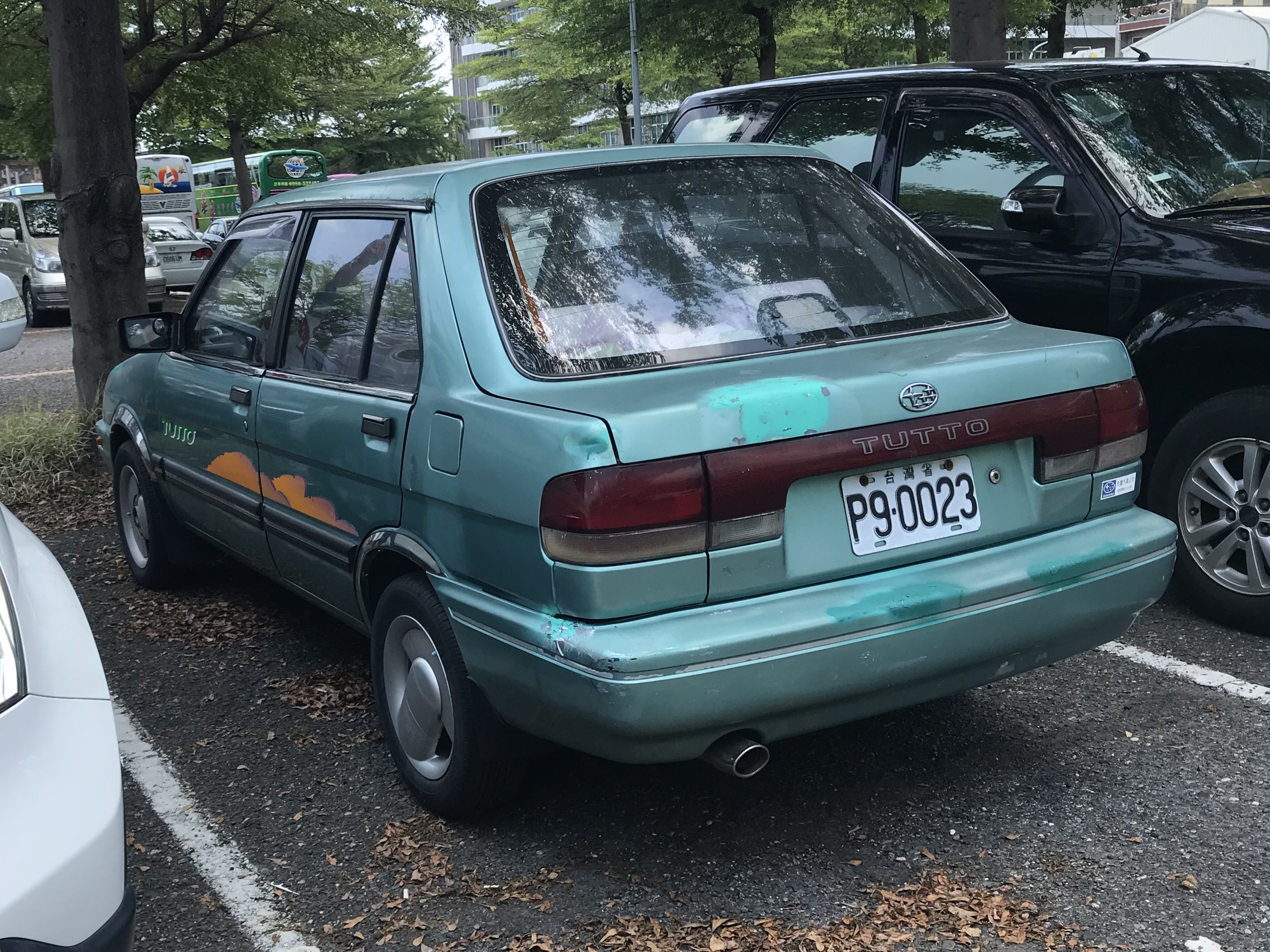
Вид сзади

### Технические характеристики
Первоначально Justy оснащался трёхцилиндровым двигателем EF объёмом 1,0—1,2 л в паре с механической пятиступенчатой, либо же с бесступенчатой трансмиссией. В 1989 году изменились передаточные числа, передние тормоза и внешние полуоси были увеличены, задний дифференциал был усилен, а валы передних мостов имели одинаковую длину благодаря промежуточному удлинительному валу. 
В Европе Subaru Justy продавался с 1994 по 2001 год на базе второго поколения Suzuki Cultus, выпускавшегося в Венгрии. Он оснащался 1,3-литровым двигателем Suzuki G13BA в паре с пятиступенчатой механической трансмиссией Suzuki и полным приводом с вязкостным сцеплением.

### Передаточные отношения
1987—1988
| ECVT: | Не устанавливалась до февраля 1987 года | Не устанавливалась до февраля 1987 года | Не устанавливалась до февраля 1987 года | Не устанавливалась до февраля 1987 года | Не устанавливалась до февраля 1987 года | Не устанавливалась до февраля 1987 года | Не устанавливалась до февраля 1987 года |
| FWD:  | 1-я передача: 3.071                     | 2-я передача: 1.695                     | 3-я передача: 1.137                     | 4-я передача: 823                       | 5-я передача: 675                       | 3.461                                   | Максимум: 4.437                         |
| 4WD:  | 1-я передача: 3.071                     | 2-я передача: 1.695                     | 3-я передача: 1.137                     | 4-я передача: 771                       | 5-я передача: 631                       | 3.461                                   | Максимум: 5.200, дифференциал: 3.700    |

1989—1994
| ECVT: | 2.503—497, обороты 2.475, максимум 4.666, дифференциал 3.900 | 2.503—497, обороты 2.475, максимум 4.666, дифференциал 3.900 | 2.503—497, обороты 2.475, максимум 4.666, дифференциал 3.900 | 2.503—497, обороты 2.475, максимум 4.666, дифференциал 3.900 | 2.503—497, обороты 2.475, максимум 4.666, дифференциал 3.900 | 2.503—497, обороты 2.475, максимум 4.666, дифференциал 3.900 | 2.503—497, обороты 2.475, максимум 4.666, дифференциал 3.900 |
| FWD:  | 1-я передача: 3.071                                          | 2-я передача: 1.695                                          | 3-я передача: 1.137                                          | 4-я передача: 794                                            | 5-я передача: 675                                            | 3.461                                                        | Максимум: 4.800                                              |
| 4WD:  | 1-я передача: 3.071                                          | 2-я передача: 1.695                                          | 3-я передача: 1.137                                          | 4-я передача: 794                                            | 5-я передача: 675                                            | 3.461                                                        | Максимум: 5.285, диффференциал: 3.700                        |

## Другие модели
После 1994 года ребеджинговые автомобили носили название Subaru Justy:
- 1994—2001: Suzuki Cultus
- 2004—2007: Suzuki Ignis (G3X Justy)
- 2007—2010: Toyota Passo/Daihatsu Boon[6]
- 2016 — настоящее время: Toyota Roomy/Tank/Daihatsu Thor[7]

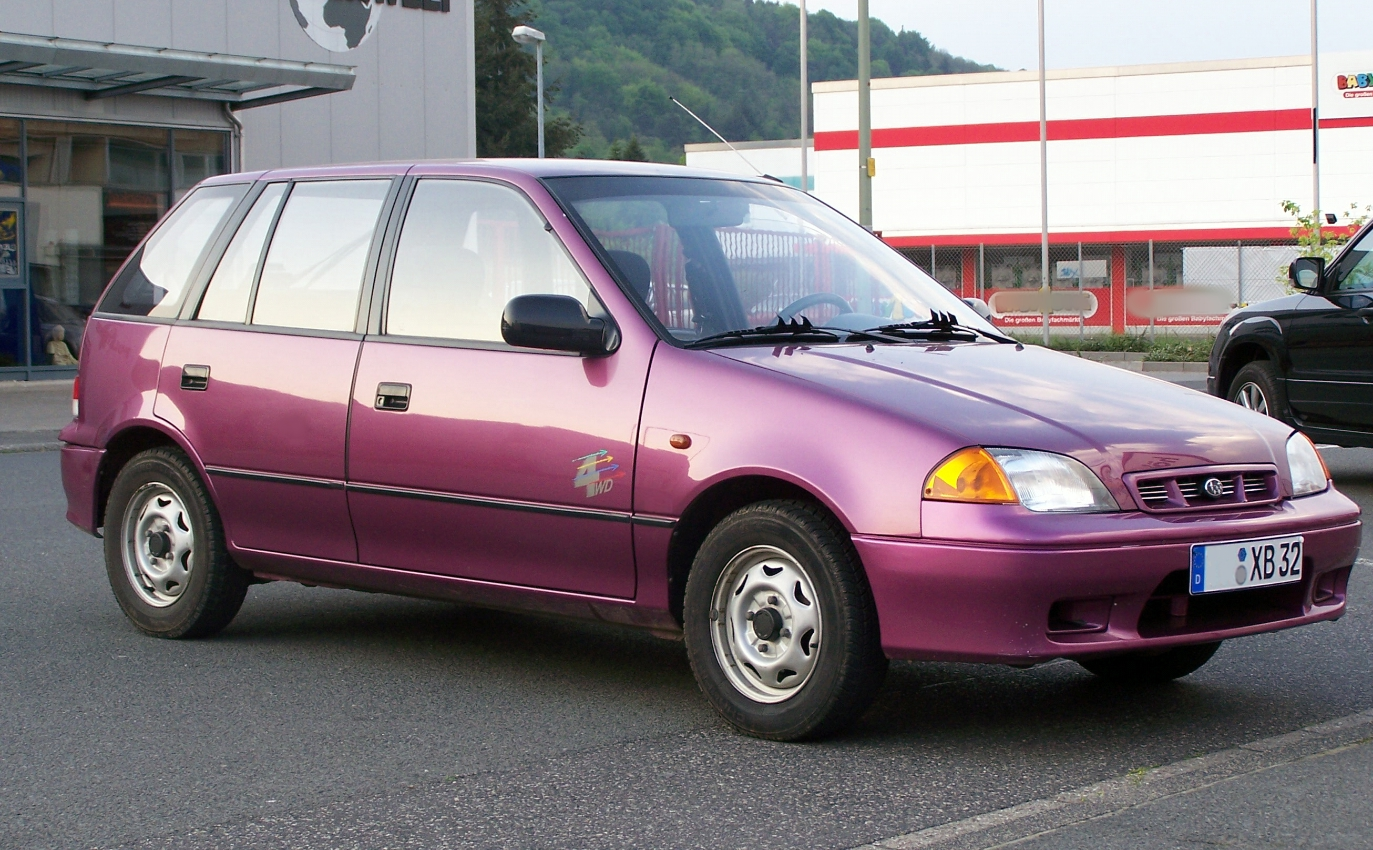
Второе поколение Subaru Justy на базе Suzuki Cultus
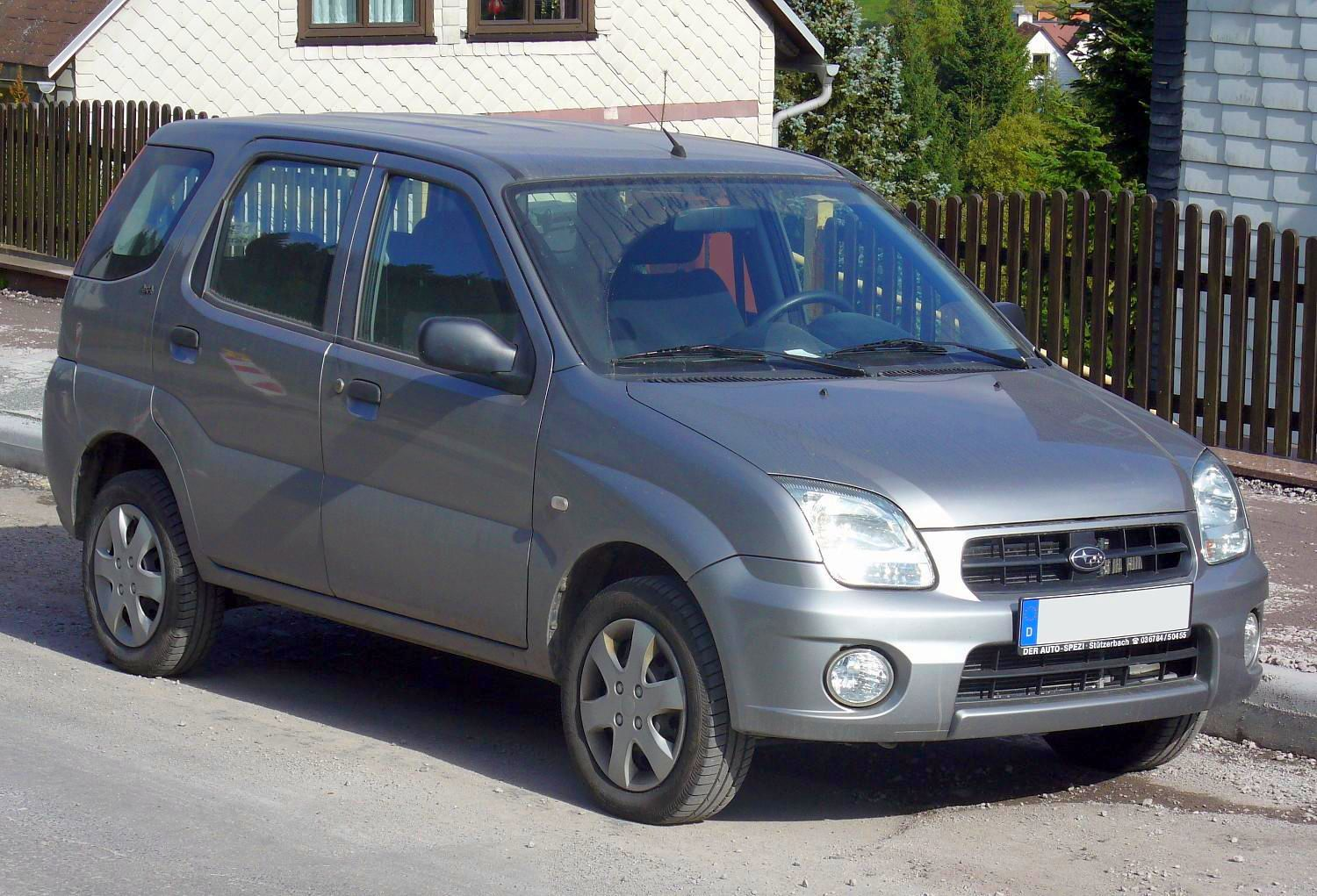
Третье поколение Subaru Justy на базе Suzuki Ignis
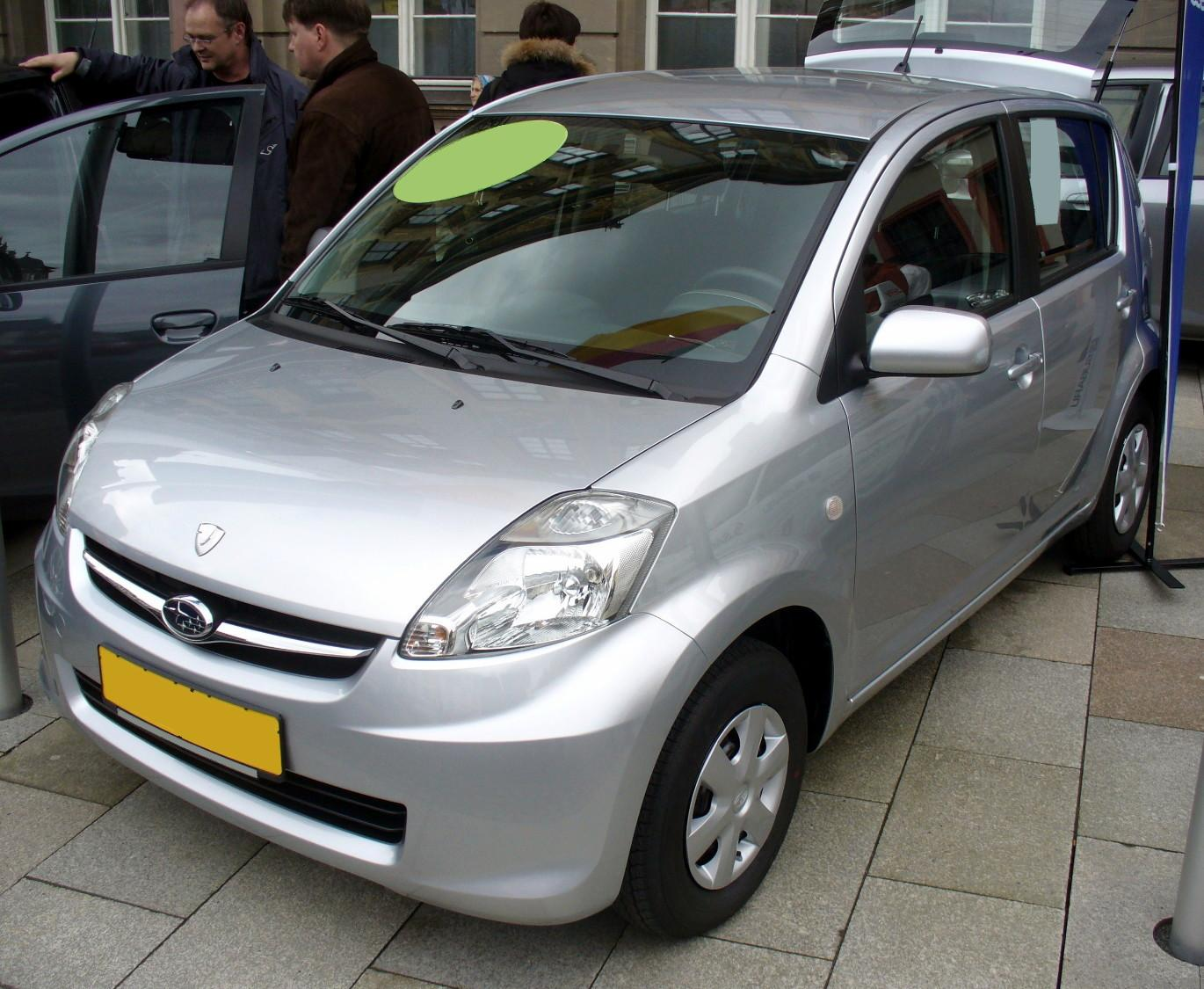
Четвёртое поколение Subaru Justy на базе Daihatsu Boon
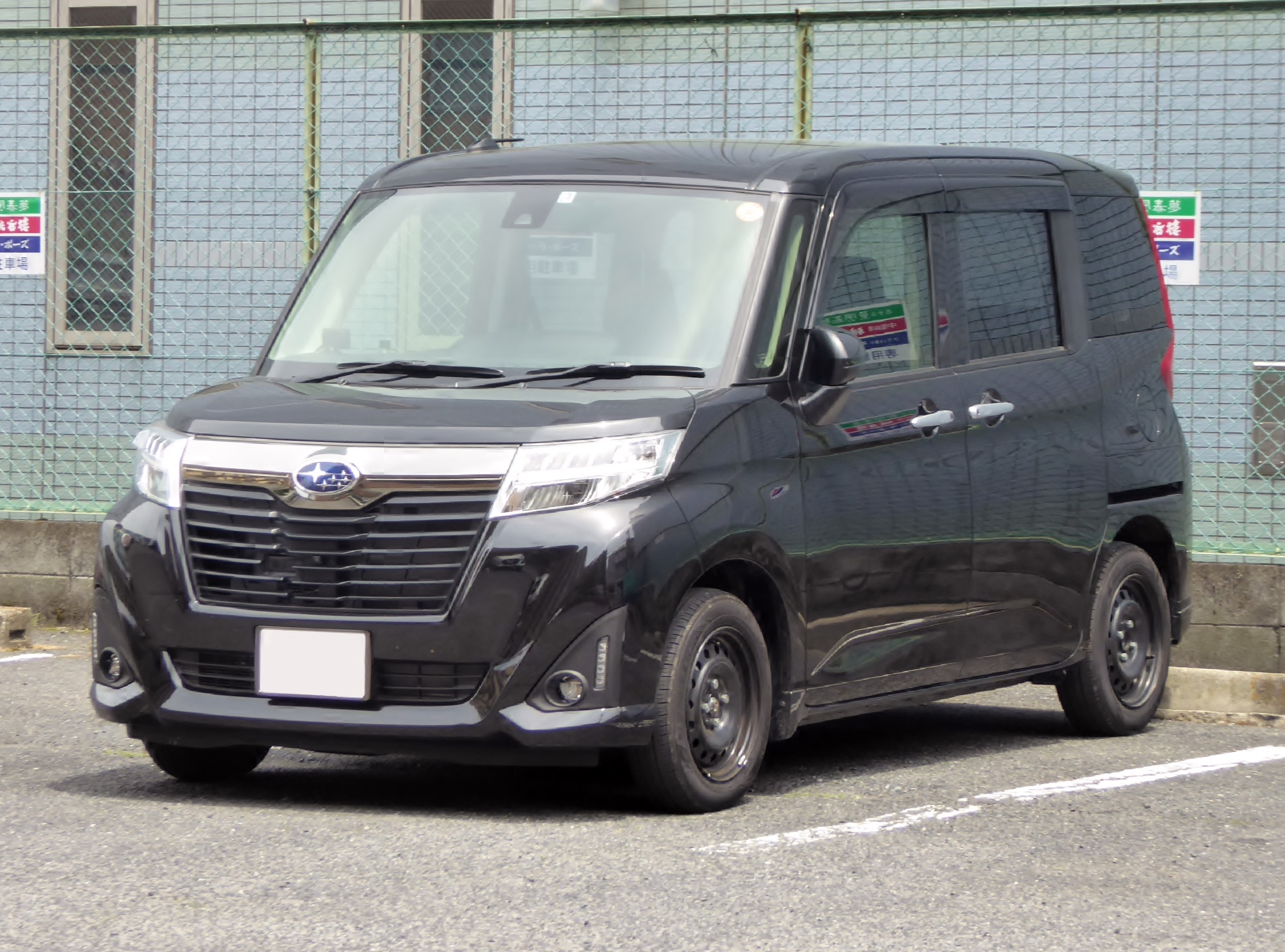
Пятое поколение Subaru Justy на базе Daihatsu Thor